# Pic de Ger
Pour les articles homonymes, voir Ger.
À ne pas confondre avec le Pic du Jer, situé dans les Hautes-Pyrénées, au-dessus de Lourdes

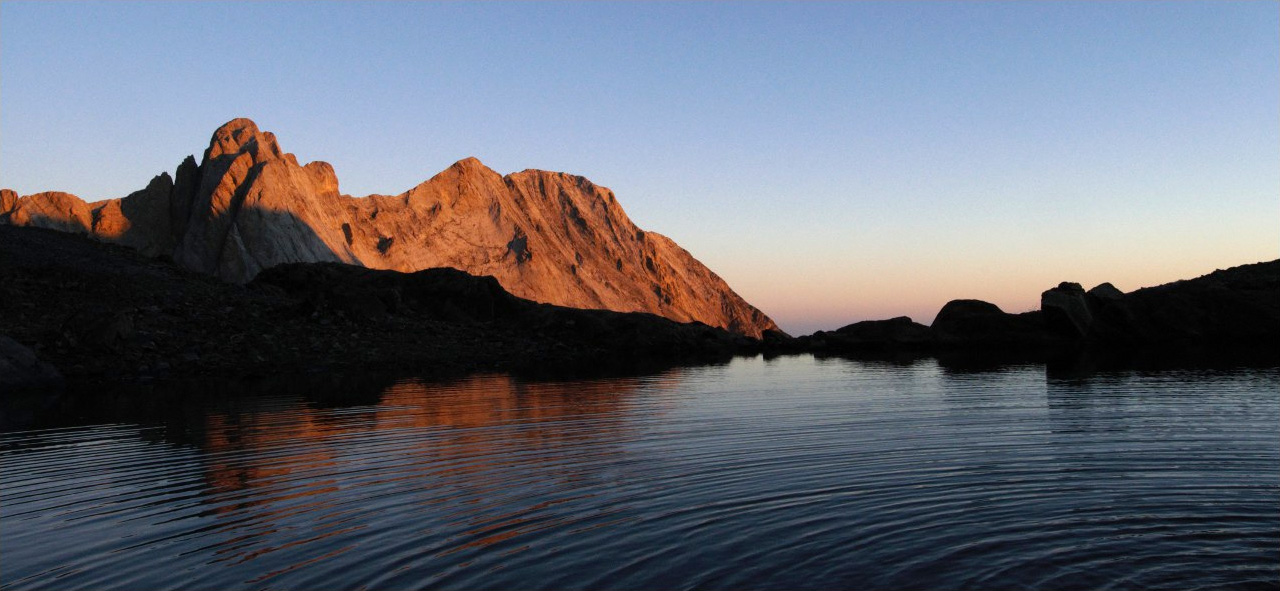
Reflet du Ger dans Cinda-Blanque.

Le pic de Ger est un sommet pyrénéen de la vallée d'Ossau dans le département des  Pyrénées-Atlantiques.

## Toponymie
Son nom ger signifie « prairies de montagne » en gascon.

## Géographie

### Topographie
Il est situé entre le col d'Aubisque et le pic du Midi d'Ossau.

## Voies d'accès
Départ de Laruns ou plus haut des Eaux-Bonnes ou Gourette.

## La légende de Clara la Dame au Châle

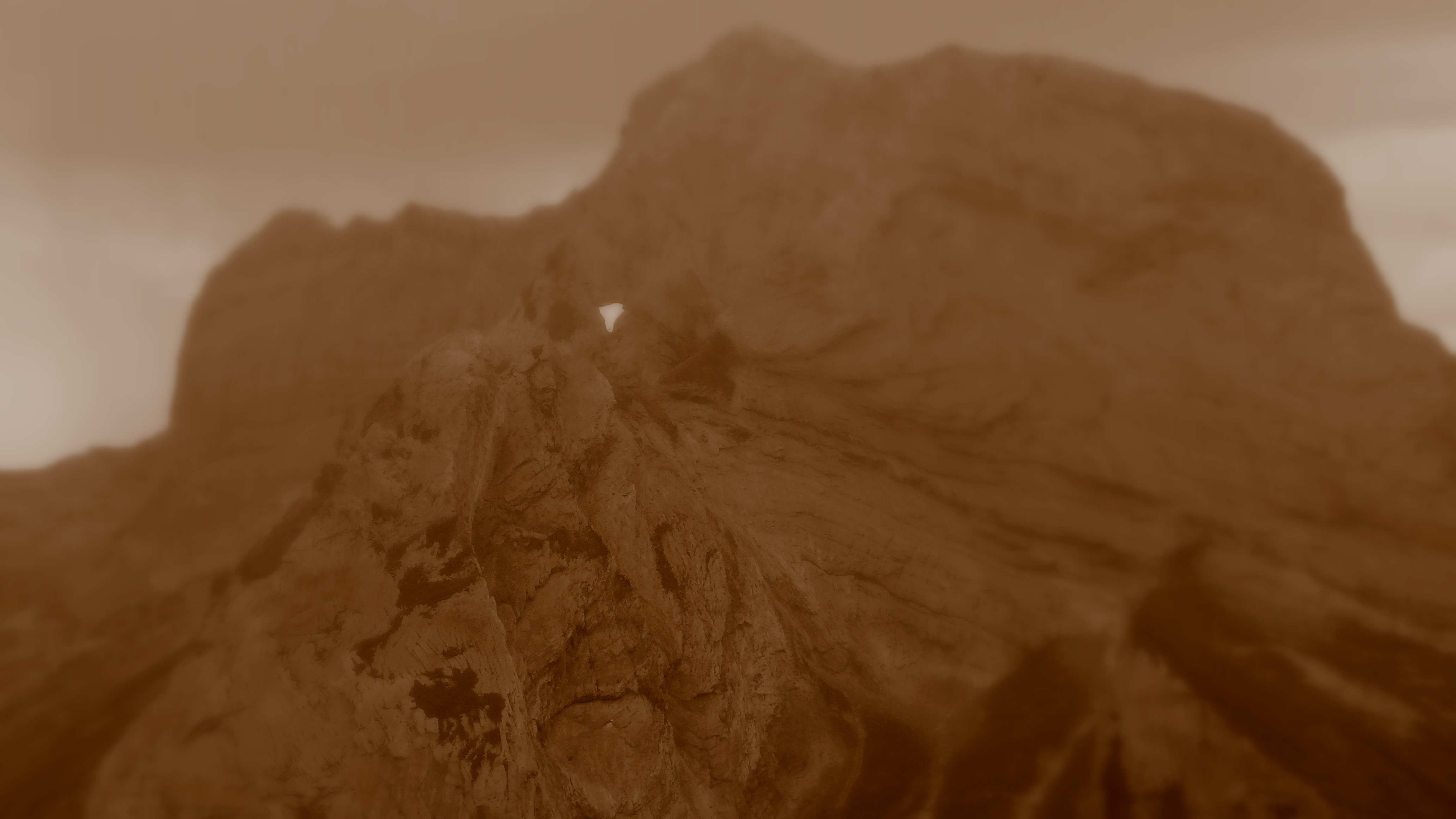
Pic de Ger et la dame au châle.

Il se dit dans la zone pastorale, et de passage par le col d'Aubisque, qu'une très veille dame, dénommée Clara, fut surprise à plus de deux mille mètres d'altitude par le froid et la neige. Simplement couverte d'un châle épais et marchant d'un bâton, elle fut surprise par un ours également désemparé. De peur elle lui jeta si fort son bâton qu'elle transperça le pic de Ger à près de 2 500 mètres d'altitude. L'ours apeuré prit la poudre d'escampette. Ce moment d'histoire locale, sans doute empreint de réalité non sourcée, est toujours gravé dans la pierre. En effet, sous le sommet du pic de Ger, le trou subsiste toujours et en son contrebas le visage de la dame avec son châle et les lèvres toutes gercées par le froid.